# Google Dataset Search
Google Dataset Search è un motore di ricerca di Google che aiuta i ricercatori a individuare i dati online che sono liberamente disponibili per l'uso. La società ha lanciato il servizio il 5 settembre 2018 e ha dichiarato che il prodotto fosse destinato a scienziati e giornalisti di dati.
Google Dataset Search completa Google Scholar, il motore di ricerca aziendale per studi accademici e rapporti.